# Instituto Nacional de la Pesca
El Instituto Nacional de Pesca y Acuacultura INAPESCA (anteriormente) o Instituto Nacional de la Pesca INP (originalmente) o Instituto Mexicano de Investigación en Pesca y Acuacultura Sustentables (IMIPAS), desde 2023, es un organismo público descentralizado, sectorizado con la Secretaría de Agricultura y Desarrollo Rural (SADER) del Gobierno de México. Es una institución mexicana dedicada a realizar investigación pesquera y acuícola en el país. Trabaja de la mano del sector pesquero y acuícola atendiendo problemas de desarrollo y la administración de los recursos marinos de México. Proporciona lineamientos y pautas a la autoridad pesquera que permiten delimitar el desarrollo de normas y planes de manejo, basándose siempre en datos técnicos y científicos para la preservación de la biodiversidad y ecosistema marino.
La misión de esta institución se encuentra establecida en el art. 29 de la Ley General de Pesca y Acuacultura Sustentables, mientras que su visión es señalada en el Plan Nacional de Desarrollo 2019-2024.Desde octubre del 2024, se designó al biólogo Víctor Manuel Vidal Martínez como titular del Instituto.

## Antecedentes
Originalmente fundado como el Instituto Nacional de Investigaciones Biológico Pesqueras (INIBP), durante el gobierno del presidente Miguel Alemán, surge de la propuesta del biólogo Rodolfo Ramírez Granados. En 1955 existía en la Secretaría de Marina una Oficina Técnica de la Dirección General de Pesca, donde laboraba un pequeño grupo de biólogos encabezados por Rodolfo Ramírez Granados, que en 1959 gestionara la creación de la Oficina de Estudios Biológicos adscrita a la Oficina Técnica de la Secretaría de Marina. Al pasar la Dirección General de Pesca a la Secretaría de Industria y Comercio, en el sexenio del presidente Adolfo López Mateos, su director, el almirante Antonio Vásquez del Mercado, da a la oficina la categoría de Departamento de Estudios Biológicos y pone a Rodolfo Ramírez al frente del mismo. Este Departamento y este personal fueron la infraestructura física y humana con la que se fundó posteriormente el Instituto Nacional de Investigaciones Biológico Pesqueras. En febrero de 1962 se designó a Rodolfo Ramírez como subdirector general de Pesca.
La decisión de crear un Instituto de Investigaciones Biológico Pesqueras fue tomada como resultado de las peticiones unánimes en tal sentido formuladas por todos los sectores pesqueros ante el general Abelardo L. Rodríguez y el almirante Antonio Vásquez del Mercado, durante una gira realizada por todo el país en 1962, al inaugurarse el funcionamiento de Comisión Nacional Consultiva de Pesca (CNCP). Surge así ese mismo año, del apoyo político que se le brindó a Rodolfo Ramírez, el primer Instituto de Investigaciones Pesqueras nacional, convirtiéndose en el brazo científico y técnico de la administración pesquera mexicana.

## Organización
Con el apoyo económico de la CNCP se inició la construcción de cuatro estaciones de biología pesquera: Ensenada y Salina Cruz en el Pacífico; Tampico y Campeche en el Golfo de México. Al tiempo, se importaron desde Estados Unidos casas prefabricadas para la creación de subestaciones: Isla Mujeres y Guaymas. Siendo el responsable de esta segunda el biólogo Fernando J. Rosales Juárez. Posteriormente, se adaptaron también laboratorios en Progreso, Alvarado, y La Paz.
Para 1967, las Estaciones de Biología Pesquera alrededor del país se convirtieron en la primera fuente de empleo para biólogos, oceanólogos, técnicos pesqueros, ingenieros y bioquímicos mexicanos. 
A principios de los años 80 se dio la creación del Centro de Puerto Morelos, Quintana Roo, teniendo a Ramón Cruz Santabalbina como su primer director. 
De aquí surgen bases, lineamientos y proyectos concretos de investigación, así como estudios taxonómicos, que hasta hoy han permitido identificar y catalogar los recursos marinos del país. Ejemplo de esto es el Atlas Pesquero de Mexico, el primer atlas lingüístico y geográfico de la situación pesquera, zonas de pesca, recursos pesqueros y medioambiente de todo el litoral mexicano; Crustáceos decápodos del Golfo de California, recopilación de la bióloga María Concepción Rodríguez de la Cruz; o Resumen de las investigaciones de elasmobranquios de la República Mexicana de Anatolio Hernández, el primer registro de las 58 especies de tiburones que habitan en el litoral mexicano.
En esta primera etapa de 1962 a 1967 se formaron grandes colecciones de peces marinos, peces de agua dulce, crustáceos, moluscos, algas marinas.
En el sexenio de 1970-1976 a las Estaciones de Biología Pesquera se les rebautizó como Centros de Promoción Pesquera. Sin embargo, en el sexenio siguiente (de 1976 a 1982), además de que se incrementó el número de Centros de Promoción Pesquera, de once a quince, fueron renombrados y perpetuados hasta el día de hoy, como Centros Regionales de Investigación Pesquera (CRIP).

## Facultades
Dentro de sus facultades se encuentra la coordinación e investigación científica y tecnológica en materia de pesca y acuacultura; la elaboración de Planes de Manejo de las actividades pesqueras y acuícolas; la actualización de la Carta Nacional Pesquera y la Carta Nacional Acuícola, y la formulación de estudios para el ordenamiento de la actividad pesquera y acuícola en el país. Todo lo anterior, establecido en la Ley General de Pesca y Acuacultura Sustentables.

## Lista de sus titulares

### Directores del Instituto Nacional de Pesca[6]
| Presidente                     | Periodo    | Presidente de México                   |
| ------------------------------ | ---------- | -------------------------------------- |
| Amín Zarur Ménez               | 1968-1970  | Gustavo Díaz Ordaz(1964-1970)          |
| Luis Kasuga Osaka              | 1970-1976  | Luis Echeverría(1970-1976)             |
| Jorge Carranza Fraser          | 1977-1984  | José López Portillo(1976-1982)         |
| José Antonio Carranza Palacios | 1984-1986  | Miguel de la Madrid(1982-1988)         |
| Alfredo Laguarda Figueras      | 1986-1988  | Miguel de la Madrid(1982-1988)         |
| Alicia Bárcena Ibarra          | 1988-1990  | Carlos Salinas de Gortari(1988-1994)   |
| Margarita Lizárraga Saucedo    | 1991-1993  | Carlos Salinas de Gortari(1988-1994)   |
| Juan Luis Cifuentes Lemus      | 1993-1994  | Carlos Salinas de Gortari(1988-1994)   |
| Luis López Guerrero            | 1994       | Carlos Salinas de Gortari(1988-1994)   |
| Luis López Guerrero            | 1994       | Vicente Fox(2000-2006)                 |
| Antonio Díaz de León Corral    | 1994-2000  |                                        |
| Guillermo A. Compeán Jiménez   | 2001-2006  |                                        |
| Guillermo A. Compeán Jiménez   | 2001-2006  | Felipe Calderón(2007-2012)             |
| Miguel Ángel Cisneros Mata     | 2007-2010  |                                        |
| Raúl Adán Romo Trujillo        | 2010-2015  | Enrique Peña Nieto(2012-2018)          |
| Pablo Arenas Fuentes           | 2015-2024  | Andrés Manuel López Obrador(2018-2024) |
| Víctor Manuel Vidal Martínez   | Desde 2024 | Claudia Sheinbaum Pardo (Desde 2024)   |

## Estaciones de Biología Pesquera
Como parte de su organización, el Instituto cuenta con Centros Regionales de Investigación Pesquera (CRIPs) en las costas más destacadas del país. La instalación de estas inicia con el apoyo económico de la Comisión Nacional Consultiva de Pesca. En un principio se inició la construcción de cuatro estaciones de biología pesquera: Ensenada y Salina Cruz en el Pacífico; Tampico y Campeche en el Golfo de México. Al tiempo, se importaron desde Estados Unidos casas prefabricadas para la creación de las subestaciones Isla Mujeres y Guaymas, siendo el responsable de esta segunda el biólogo Fernando J. Rosales Juárez. Posteriormente, se adaptaron también laboratorios en Progreso, Alvarado, y La Paz. 
Para 1967, las Estaciones de Biología Pesquera alrededor del país se convirtieron en la primera fuente de empleo para biólogos, oceanólogos, técnicos pesqueros, ingenieros y bioquímicos mexicanos. De aquí, surgen bases, lineamientos y proyectos concretos de investigación, así como estudios taxonómicos, que hasta hoy han permitido identificar y catalogar los recursos marinos del país. 
En esta primera etapa de 1962 a 1967 se formaron grandes colecciones de peces marinos, peces de agua dulce, crustáceos, moluscos, algas marinas.
En el sexenio de 1970-1976 a las Estaciones de Biología Pesquera se las rebautizó como Centros de Promoción Pesquera. Sin embargo, en el sexenio siguiente (de 1976 a 1982), además de que se incrementó el número de Centros de Promoción Pesquera, de once a quince, fueron renombrados y perpetuados hasta el día de hoy, como Centros Regionales de Investigación Pesquera (CRIP).
En ese mismo sexenio se crea la Subsecretaría de Pesca. El Instituto cambió nuevamente de orientación y el nombre de INIBP se transforma en el Instituto Nacional de la Pesca (INP). Además, se logró un crecimiento en cantidad de personal y se buscó la vinculación con la industria, especialmente la camaronera y la sardinera.
La FAO operó en ese sexenio participando activamente en la evaluación y la prospección de recursos, como, pelágicos menores, de fondo y langostilla. Se instrumentaron los sistemas de muestreo de la captura comercial de las especies más importantes: abulón, langosta, camarón, mero y sardina. Todo este sistema constituyó la base de datos indispensable para los estudios de dinámica poblacional que más tarde se desarrollaron. Estos sistemas de muestreo existen desde 1973, y son la más valiosa información histórica de series de tiempo sobre la demografía de especies pesqueras con que cuenta el INAPESCA y el país.

### Periodo de cambios
Durante ese sexenio el INP sufrió la pérdida de sus estaciones piscícolas, que pasaron a un organismo de nueva creación, el Fideicomiso para el Fomento de la Acuicultura (FIDEFA).
Con Jorge Carranza Fraser (1976- 1982) coincidió con la creación del Departamento de Pesca, y el Instituto cambió nuevamente de nombre a Dirección General del INP. El INP volvió a cambiar de estructura y pasó a tener  tres subdirecciones: Biología Pesquera, Tecnología y Acuicultura; un coordinador técnico y dos grandes divisiones: Pacífico y Golfo de México.

## 50.° aniversario
En 2012, se publicaron múltiples obras destacando el servicio que el Instituto Nacional de Pesca ha brindado a a la Nación.
«El crecimiento de la actividad pesquera no podría explicarse sin el Instituto Nacional de Pesca, que desde su creación ha seguido los principios ya citados, establecidos por sus fundadores, principalmente Rodolfo Ramírez Granados y Mauro Cárdenas Figueroa. Por esta razón, y en el marco de estos cincuenta años de fructífera labor del Instituto Nacional de Pesca, los autores de esta memoria hemos decidido sumarnos a los festejos conmemorativos, manifestando nuestro respeto y apoyo a esta institución de gran trayectoria" Menciona la maestra María Concepción Rodríguez de la Cruz, en la presentación de la Memoria Edición Especial "Instituto Nacional de Pesca: 50 años de existencia», en la cual  participaron múltiples pioneros de la investigación pesquera en México: Rosa María Olvera Limas, Dilio Fuentes Castellanos, Martha Palacios Fest, Fernando Rosales Juárez, Sergio García Sandoval, Martín Ortiz Quintanilla, Rosa María Lorán Núñez, Armando Morales Díaz, María de la Luz Merced Díaz López y ella misma, María Concepción Rodríguez de la Cruz.

## 60.° aniversario
En junio del 2022, en el Marco del 60 aniversario de la creación del Instituto Nacional de Pesca, Darío Chávez Herrera, titular del Centro Regional de Investigación Pesquera (CRIP) de Mazatlán, Sinaloa, develó una placa conmemorativa en honor de la póstuma Margarita Lizárraga. Con ella, a partir del 9 de junio del presente año, se da nombre a estas instalaciones como Centro Regional de Investigación Acuícola y Pesquera, unidad Mazatlán: Dra. Margarita Lizárraga Saucedo. De igual forma, en dicho evento, se develó una placa conmemorativa a su colega Anatolio Hernández Carballo que, de igual forma, será el nombre del auditorio de dicho centro.
El 31 de agosto de 2022, el Centro Regional de Investigación Acuícola y Pesquera (CRIAP) en Pátzcuaro, Michoacán, llevó a cabo otro evento de conmemoración del 60 aniversario del Instituto Nacional de Pesca y Acuacultura. Dicho a evento fue encabezado por el Jefe del CRIAP Pátzcuaro, Andrés Arellano Torres. Contó con la presencia de investigadores y funcionarios públicos como el secretario de Agricultura y Desarrollo Rural del gobierno de Michoacán, la Comisión de Pesca de Michoacán, Presidencia Municipal. En este evento se rindió homenaje a Araceli Orbe Mendoza, quien fue fundadora y directora del CRIAP-Pátzcuaro de 1985 al año 2000. Durante ese periodo se efectuaron investigaciones biológico pesqueras en la costa de Michoacán y se les dio la atención a las pesquerías de las presas y lagos nacionales. Los investigadores y los técnicos llevaron a cabo investigaciones biológico pesqueras y de acuacultura en los lagos y presas de Michoacán, además de estudios en diversos cuerpos de agua dulce que fueron fundamentales para la administración de las pesquerías en aguas continentales de varios estados de la República Mexicana.
En agosto del 2022 en Ensenada, se llevó a cabo un evento titulado Puertas Abiertas del Buque de Investigación Pesquera y Oceanográfica “Dr. Jorge Carranza Fraser” al cual asistieron Armando Ayala Robles, presidente municipal de Ensenada; Alma Rosa García Juárez, secretaria de Pesca y Acuacultura de Baja California; Pablo Arenas Fuentes, director general del INAPESCA. Además, al evento asistieron Rosaura Ramírez Sevilla, hija Rodolfo Ramírez Granados, creador del Inapesca; Ina Osorio, viuda de Mauro Cárdenas Figueroa, fundador de Inapesca y Olga Cota Gándara, viuda del investigador Daniel Lluch Belda, miembro fundador del Inapesca. Esto, pues tanto Rodolfo Ramírez Granados, como Mauro Cárdenas Figueroa y Daniel Lluch Belda fueron recordados como pioneros y parte de la historia del organismo.
En julio del 2022 en el Centro de Investigación Regional Acuícola y Pesca de Lerma se develó la placa de la Sala de Conferencias “Manuel Solís Ramírez”, en virtud del trabajo que realizó el investigador yucateco en el Instituto, donde promovió la creación del primer centro de investigación pesquera en ese sitio. Una de las razones por la que se le distingue es por ser quien descubrió y describió la especie de pulpo denominada “octopus maya”, que actualmente es emblemática de la península de Yucatán. Al evento asistió su viuda, Dulce María Caballero Encalada.
Además, se llevaron a cabo conferencias en diferentes Centros Regional de Investigación Pesquera, como Yucalpetén.

### Segundo Periodo de Cambios
En años reciente, mucho se ha especulado sobre una propuesta de trasladar las funciones del Instituto Nacional de Pesca y Acuacultura (Inapesca) a la Comisión Nacional de Acuacultura y Pesca (Conapesca). Dicha situación generó controversia dentro de las personalidades del gremio académico, investigadores, funcionarios públicos, así como de la opinión pública y de las más  de 250 mil familias mexicanas que viven de la pesca artesanal o ribereña. Organizaciones de la sociedad civil incluso enviaron al Congreso de la Unión opiniones consultivas para advertir sobre las repercusiones que tendría dicha fusión. 
Dado que se creía que esta reforma traería consigo vulnerabilidad y limitaría también la investigación en favor de la actividad pesquera y acuícola del país, la Cámara Nacional de la Industria Pesquera y Acuícola (Canainpesca) manifestó su desacuerdo con el proyecto que esta representando por la administración actual. 
En diciembre del 2023, por medio de un decreto por el que se reforman diversas disposiciones de la Ley General de Pesca y Acuacultura Sustentables, publicada en el Diario Oficial de la Federación, se estipuló que entre las disposiciones se dará un cambio de Instituto Nacional de Pesca y Acuacultura (INAPESCA) a Instituto Mexicano de Investigación en Pesca y Acuacultura Sustentables (IMIPAS) por lo pronto, manteniendo en grandes rasgos la misión de dicho organismo autónomo.Desde octubre del 2024, se designó al biólogo Víctor Manuel Vidal Martínez como titular del Instituto.

### Mujeres Investigadoras
En 2025 y en el marco del día internacional de la mujer, el Instituto, bajo la coordinación de la Dra. Ma. Teresa Gaspar Dillanes, lanzó una primera edición de "Olas de Cambio: Mujeres Investigadoras Impulsando la Pesca y Acuacultura Sustentables en México".

...un pequeño pero necesario homenaje a todas ellas que, a través de los más de sesenta años de la Institución, han aportado su esfuerzo a esta noble labor.
 M. en C. María Concepción Rodríguez de la Cruz Ramírez 

En esta obra, Gaspar Dillanes, Rodríguez de la Cruz, Espino-Barr, Gutiérrez Pérez y Castro Garibay presentan la semblanza de al menos 80 investigadoras, técnicas, administradoras y directoras que han colaborado o trabajado en este instituto. Bárcena Ibarra, Isabel Pérez Farfante, María de los Ángeles Alvariño González entre ellas.